# بيبيه كول
بيبيه كول (بالإنجليزية: Bebe Cool)‏ هو موسيقي ومغني أوغندي، ولد في 1 سبتمبر 1977.